# Rata Blanca
Rata Blanca – argentyńska grupa muzyczna wykonująca heavy metal, powstała w 1985 roku w Buenos Aires. 

## Dyskografia
Albumy
- Rata Blanca (1988)
- Magos, espadas y rosas (1990)
- Guerrero del arco iris (1992)
- El libro oculto (1993)
- Entre el cielo y el infierno (1994)
- En vivo en Buenos Aires (1996)
- Rata Blanca VII (1997)
- Grandes Canciones (2000)
- Entre el cielo y el infierno/El libro oculto (2001)
- El camino del fuego (2002)
- Poder vivo (2003)
- en vivo estadio obras (2003)
- La llave de la puerta secreta (2005)
- El Reino Olvidado (2008/2009)

Single
- Rata Blanca (2001)
- Teatro Gran Rex (2001)
- Highway on Fire (2002)